# The Drums
The Drums ist eine US-amerikanische Musikband aus Brooklyn in New York. Die Mitglieder stammen zum Teil aus der Vorgänger-Band Elkland. Die Band ist bei dem Label Minor Records unter Vertrag.

## Bandgeschichte
Die Bandmitglieder Jonathan Pierce und Jacob Graham lernten sich bereits als Schüler in einem Feriencamp kennen. Als Teenager formierten sie das Electro-Pop-Duo Goat Explosion, das jedoch nicht von Dauer war und sich 2003 auflöste. Während Graham mit der Indiepopgruppe Horse Shoes auftrat, gründete Pierce mit Adam Kessler die Gruppe Elkland. Diese stand bei Columbia Records unter Vertrag und trat 2005 mit dem Album Golden in Erscheinung.
2008 trafen Pierce und Graham erneut aufeinander und beschlossen, erneut zusammen zu musizieren. Nachdem sie nach New York City umgezogen waren, schlossen sich ihnen Kessler und kurze Zeit später Connor Hanwick an. Im Herbst des Jahres 2009 veröffentlichten sie die EP Summertime. Kurze Zeit später nannte die BBC in ihrer Nominierungsliste für BBC Sound of 2010 die Gruppe als einen der aussichtsreichsten Interpreten des Jahres 2010.
Im September 2010 verließ Adam Kessler die Band, aber sie wird von den anderen drei Mitgliedern weitergeführt. Im Herbst 2011 ist das zweite Studioalbum Portamento erschienen. 2012 kam es zum Zerwürfnis zwischen den verbliebenen Gründungsmitgliedern. Drummer Connor Hanwick verließ die Band. Jonny Pierce und Jacob Graham haben ohne die beiden anderen im September 2014 ihr drittes Album Encyclopedia veröffentlicht. Pierce sagt dazu im Interview mit motor.de, dass wenn Menschen gehen, es nicht gleichzeitig bedeutet, dass man unvollständig werde.
2016 verließ Jacob Graham die Band, um sich anderen Projekten zu widmen. Seither wird die Band von dem verbleibenden Mitglied Jonathan Pierce weiter fortgeführt.
2018 wurde das vierte Album Abysmal Thoughts veröffentlicht.

## Stil
Kritiker charakterisieren den Stil von The Drums als Mischung aus 50er-Jahre-Surfpop und dem Sound von Manchester – die Factory-Records-Bands und The Smiths. Sänger Pierce nimmt stimmlich Anleihen bei Marc Almond, in seiner Performance wird ihm zudem eine Ähnlichkeit zu Ian Curtis, dem Sänger von Joy Division, nachgesagt. Die Melodien der Songs verweisen auf Soft Cell und die Beach Boys.

## Diskografie

### Studioalben
- 2010: The Drums (Moshi Moshi Records / Island Records / Cooperative Music)
- 2011: Portamento (Moshi Moshi Records / Island Records)
- 2014: Encyclopedia (Minor Records)
- 2017: Abysmal Thoughts (Anti-)
- 2019: Brutalism (Anti-)
- 2023: Jonny (Anti-)

### Kompilationen
- 2021: Mommy Don’t Spank Me (Island Records)

### EPs
- 2009: Summertime! (Moshi Moshi Records)

### Singles
- 2009: Let’s Go Surfing
- 2009: I Felt Stupid
- 2010: Best Friend
- 2010: Forever and Ever Amen
- 2011: Money (UK: Silber, US: Platin)

## Auszeichnungen für Musikverkäufe
| Goldene Schallplatte - Brasilien - 2024: für die Single Money |

Anmerkung: Auszeichnungen in Ländern aus den Charttabellen bzw. Chartboxen sind in ebendiesen zu finden.
| Land/RegionAuszeichnungen für Musikverkäufe (Land/Region, Auszeichnungen, Verkäufe, Quellen) | Silber     | Gold     | Platin  | Verkäufe  | Quellen             |
| -------------------------------------------------------------------------------------------- | ---------- | -------- | ------- | --------- | ------------------- |
| Brasilien (PMB)                                                                              | —          | Gold1    | —       | 30.000    | pro-musicabr.org.br |
| Vereinigte Staaten (RIAA)                                                                    | —          | —        | Platin1 | 1.000.000 | riaa.com            |
| Vereinigtes Königreich (BPI)                                                                 | 2× Silber2 | Gold1    | —       | 500.000   | bpi.co.uk           |
| Insgesamt                                                                                    | 2× Silber2 | 2× Gold2 | Platin1 |           |                     |